# Якіма (річка)
Які́ма — річка у штаті Вашингтон (штат) (США), права притока річки Колумбія.
Названа за назвою корінного американського народу — якама. Довжина річки становить 344 км, площа водозбору — 15 928 км², витрати води — 100 м³/с. Вода використовується для зрошення.
Над річкою лежать міста Елленсбург, Якіма, Річланд.